# Новьянт-о-Пре
Новья́нт-о-Пре (фр. Noviant-aux-Prés) — коммуна во французском департаменте Мёрт и Мозель региона Лотарингия. Относится к кантону Домевр-ан-Э.

## География
Новьянт-о-Пре расположен в 28 км к северо-западу от Нанси. Соседние коммуны: Лиронвиль на севере, Мартенкур на востоке, Манонвиль и Домевр-ан-Э на юго-востоке, Минорвиль на юге, Грорувр, Амонвиль и Ансовиль на юго-западе, Бернекур на северо-западе.

## Демография
Население коммуны на 2010 год составляло 260 человек.
| 1962 | 1968 | 1975 | 1982 | 1990 | 1999 | 2010 |
| ---- | ---- | ---- | ---- | ---- | ---- | ---- |
| 219  | 203  | 150  | 155  | 154  | 177  | 260  |

## Достопримечательности
- Руины средневекового замка, известного с 1574 года, разрушен, позже восстановлен в 1752 году Николя-Франсуа ле Прюдомм де Фонтенуа. Окончательно разрушен в 1800 году.
- Французское военное кладбище.
- Церковь XVIII века.
- Чавовня Нотр-Дам-де-Питье XV—XVI веков при кладбище.